# تان ترونگ، بس گیانگ
تان ترونگ، بس گیانگ (به لاتین: Tân Trung, Bắc Giang) یک منطقهٔ مسکونی در ویتنام است که در استان باک گیانگ واقع شده‌است.